# Ходячие трупы
«Ходячие трупы» (англ. Dead Above Ground) — американский фильм ужасов 2002 года режиссёра Чака Боумана.

## Сюжет
Ученик Джефф является странным парнем, находящим свой интерес в кельтских ритуалах и эстетике смерти. В качестве школьного проекта на лето он получает задание снять документальный фильм, но вместо этого создаёт кровавый любительский фильм ужасов. В ходе просмотра фильма Джефф был осмеян как учениками, так и преподавателями, после чего он пообещал всех убить, назвав обидчиков «ходячими трупами». Немногим позже Джефф, соревнуясь в скорости на автомобилях вместе с Диланом, срывается со скалы, а его машина взрывается.
Спустя год после происшествия начинают происходить кровавые и жестокие убийства. Бывшая подруга Джеффа Зара утверждает, что это дух погибшего мстит за свою обиду. Проведённый спиритический сеанс с вызовом духа Джеффа также подтвердил предположения Зары. Теперь Джефф должен убить всех своих обидчиков, а на месте убийства прошлой жертвы он оставляет изображение следующей.

## В главных ролях
| Актёр                  | Роль                         |
| ---------------------- | ---------------------------- |
| Антонио Сабато-младший | сержант полиции Дэн де Соуза |
| Джош Хэммонд           | Джефф Лукас                  |
| Кери Линн Прэтт        | Келли Бриттон                |
| Чарли Уэбер            | Диллон Джонсон               |
| Адриа Доун             | Зара Лайт                    |
| Лорен Джерман          | Дарси Питерс                 |
| Стивен Дж. Кеннел      | Карл Хэдден                  |
| Риган Гомес-Престон    | Латриша Макдермотт           |
| Синди Марголис         | Кэри Мэллори                 |
| Корбин Бернсен         | Марк Мэллори                 |
| Дон Майкл Пол          | Том Брэдли                   |

## Критика
Рецензент DVD Talk Дэниел Келли охарактеризовал фильм как нестрашный ужастик-слэшер, копирующий множество элементов из других фильмов этого жанра, раскритиковал диалоги и отметил отсутствие крови и наготы, типичное для слэшеров.